# Campeonato Acreano 1999
In 1999 werd het 70ste Campeonato Acreano gespeeld voor clubs uit de Braziliaanse staat Acre. De competitie werd georganiseerd door de Federação de Futebol do Estado do Acre en werd gespeeld van 4 mei tot 16 juli. Vasco da Gama werd kampioen. 

## Eerste toernooi
| Plaats | Club          | Wed. | W | G | V | Saldo | Ptn. |
| ------ | ------------- | ---- | - | - | - | ----- | ---- |
| 1.     | Independência | 5    | 4 | 1 | 0 | 15:5  | 13   |
| 2.     | Vasco da Gama | 5    | 4 | 0 | 1 | 14:7  | 12   |
| 3.     | Rio Branco    | 5    | 3 | 0 | 2 | 14:4  | 9    |
| 4.     | ADESG         | 5    | 1 | 2 | 2 | 12:9  | 5    |
| 5.     | Atlético      | 5    | 1 | 1 | 3 | 6:9   | 4    |
| 5.     | Andirá        | 5    | 0 | 0 | 5 | 3:30  | 0    |

|  | Geplaatst voor finale |

## Tweede toernooi
| Plaats | Club          | Wed. | W | G | V | Saldo | Ptn. |
| ------ | ------------- | ---- | - | - | - | ----- | ---- |
| 1.     | Vasco da Gama | 5    | 4 | 0 | 1 | 17:4  | 12   |
| 2.     | Rio Branco    | 5    | 3 | 1 | 1 | 14:5  | 10   |
| 3.     | Independência | 5    | 3 | 0 | 2 | 6:5   | 9    |
| 4.     | Atlético      | 5    | 2 | 0 | 3 | 10:8  | 6    |
| 5.     | ADESG         | 5    | 2 | 1 | 2 | 6:7   | 7    |
| 6.     | Andirá        | 5    | 0 | 0 | 5 | 1:25  | 0    |

|  | Geplaatst voor finale |

## Finale
|              |               |       |               |  |
| 13 juli Heen | Independência | 1 – 1 | Vasco da Gama |  |
| 13 juli Heen |               |       |               |  |

|               |               |       |               |  |
| 16 juli Terug | Vasco da Gama | 1 – 0 | Independência |  |
| 16 juli Terug |               |       |               |  |

### Kampioen
| Campeonato Acreano de 1999        |
| Acre                              |
| --------------------------------- |
| VASCO DA GAMA Kampioen (2° titel) |